# Tyrion Lannister
Tyrion Lannister, hay còn được biết đến với biệt danh Halfman hoặc Imp, biệt hiệu là Hugor Hill, là một nhân vật hư cấu trong loạt tiểu thuyết sử thi giả tưởng A Song of Ice and Fire của tác giả người Mỹ George RR Martin và bộ phim truyền hình Game of Thrones (do nam diễn viên người Mỹ Peter Dinklage thủ vai). Xuất hiện lần đầu trong A Game of Thrones (1996), Tyrion là nhân vật dẫn chuyện nổi bật trong tác phẩm, với số lượng chương đóng vai trò là người dẫn chuyện nhiều nhất trong năm phần tiểu thuyết đầu tiên. Anh là một trong số ít nhân vật nổi bật không có mặt trong A Feast for Crows (2005) nhưng đã trở lại trong A Dance with Dragons (2011) và được xác nhận sẽ xuất hiện trong cuốn tiểu thuyết thứ sáu sắp ra mắt The Winds of Winter. Tyrion là nhân vật mà Martin thai nghén từ năm 1981, từ lúc ông viết cuốn tiểu thuyết Windhaven. Đây cũng là nhân vật mà Martin yêu thích trong truyện.
Tyrion là con út của Lãnh chúa Tywin, người đứng đầu của gia tộc nhà Lannister, một trong những gia tộc giàu có và quyền lực nhất lục địa Westeros. Ngày Tyrion chào đời cũng là ngày mẹ anh mất. Cùng với đó, từ lúc sinh ra, Tyrion đã là một người lùn nên anh bị chính cha mình oán giận suốt từ lúc ấy. Để tránh ánh mắt soi xét của người đời và sự khinh thường đến từ cha và chị gái Cersei, Tyrion sử dụng địa vị gia tộc Lannister như một cách để giảm thiểu điều đó trong suốt cuộc đời mình. Anh làm bạn với rượu vang, vượt lên trên sự khuyết thiếu và bất công bằng lòng tự trọng và tính dí dỏm của mình. Anh cho rằng gia tộc mình không đủ khả năng để nắm giữ vương quốc. Để tái lập trật tự tại kinh đô cũng như kìm hãm đứa cháu trai mới lên ngôi là Joffrey, Tyrion được Tywin cử đến kinh đô ngay trước khi cuộc nội chiến bắt đầu. Tyrion tranh đấu để bảo vệ kinh đô và gia tộc. Khi cha anh trở về kinh đô, Tyrion trở nên dễ bị tổn thương trước cơn thịnh nộ và âm mưu của các cận thần vây quanh Joffrey, bao gồm cả chị gái đầy mưu mô của Tyrion. Tyrion sau đó thoát chết và chạy trốn khỏi Westeros, tự đặt bản thân vào tình thế nhiều nguy hiểm hơn khi không có sự hỗ trợ thường thấy từ gia tộc Lannister.
Tyrion đã được tờ The New York Times ca ngợi là một trong những nhân vật hoàn hảo và nổi tiếng nhất của Martin. Sự nổi tiếng của nhân vật này đã thúc đẩy Martin và nhà xuất bản Bantam Books cho ra mắt cuốn The Wit & Wisdom of Tyrion Lannister (2013), một bộ sưu tập minh họa các câu nói của Tyrion trích từ tiểu thuyết. Về mặt điện ảnh, Dinklage cũng nhận được sự hoan nghênh rộng rãi của giới phê bình cho màn thể hiện vai diễn Tyrion của mình. Anh giành về bốn giải Primetime Emmy cho Nam diễn viên phụ xuất sắc phim truyện truyền hình và một giải Quả cầu vàng cho Nam diễn viên phụ xuất sắc nhất phim truyền hình. Dinklage là diễn viên duy nhất trong Game of Thrones đoạt giải Emmy và là diễn viên duy nhất nhận được đề cử cho giải thưởng này vào mỗi mùa phim.

## Cốt truyện theo nguyên tác

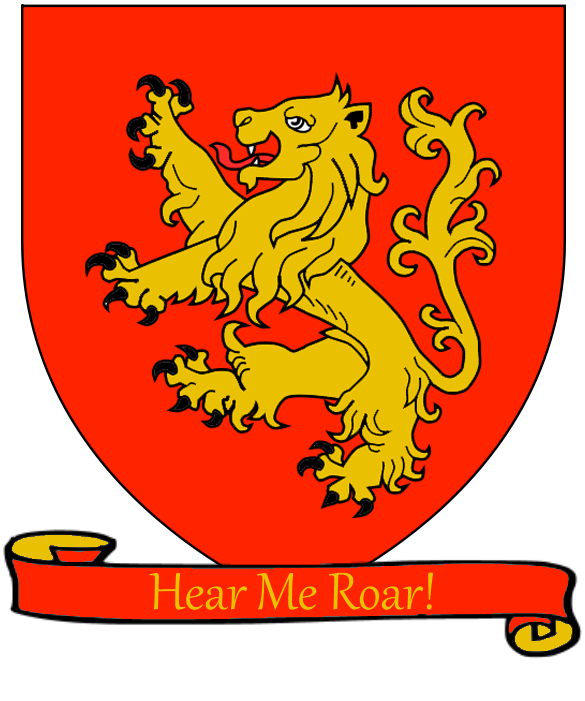
Gia huy tộc Lannister:
Sư tử vàng trên nền đỏ.

### A Game of Thrones
Tyrion tham gia đoàn tùy tùng của Vua Robert Baratheon đi tuần du phương Bắc, dừng chân tại Thành Winterfell của Gia tộc Stark. Sau đó anh đồng hành cùng đội Tuần Đêm đến Bức Tường, nán lại thăm thú Lâu đài Đen và kết thân với người con ngoài giá thú của Ned Stark là Jon Snow. Vì tình bạn với Jon, Tyrion tạt qua Winterfell trên đường trở về và tặng cho Bran, em trai bị què của Jon, bản thiết kế một chiếc yên đặc biệt, cho phép cậu thỏa sức cưỡi ngựa.
Tại Tửu quán Crossroad, Tyrion tình cờ chạm mặt phu nhân của Ned Stark là Catelyn Tully. Vị này cáo buộc Tyrion tội mưu sát con trai bà là Bran và, với sự giúp đỡ của các hiệp sĩ thân quen trong quán, bắt giữ anh để chờ xét xử. Catelyn áp giải Tyrion tới Thành Eyrie xứ Vale để nhờ người em gái Lysa Arryn đưa ra phán quyết. Đoàn hộ tống chẳng may bị sơn nhân mai phục giữa đường; Tyrion ở lại trợ giúp đánh đuổi chúng, mặc dù hoàn toàn có thể tẩu thoát. Tại phiên tòa, Tyrion bác bỏ cáo buộc của Catelyn, đề nghị được xét xử bằng giao đấu. Anh thuyết phục được một tên lính đánh thuê tên là Bronn đấu thay mặt mình. Tay kiếm sĩ chiến thắng nên Tyrion rốt cục được trả tự do.

### Sơ cấp
1. ↑  Martin (1996), ch 5 "Jon I"
2. ↑  Martin (1996), ch 13 "Tyrion II"
3. ↑  Martin (1996), ch 19 "Jon III"
4. ↑  Martin (1996), ch 21 "Tyrion III"
5. ↑  Martin (1996), ch 24 "Bran IV"
6. ↑  Martin (1996), ch 28 "Catelyn V"
7. 1 2  Martin (1996), ch 31 "Tyrion IV"
8. ↑  Martin (1996), ch 38 "Tyrion V"
9. ↑  Martin (1996), ch 40 "Catelyn VII"

### Thứ cấp
1. ↑  "EasterCon: Eat, Drink and talk SFF!". Harper Voyager. ngày 10 tháng 4 năm 2012. Bản gốc lưu trữ ngày 19 tháng 4 năm 2012. Truy cập ngày 15 tháng 7 năm 2014.
2. ↑  Towers, Andrea (ngày 26 tháng 2 năm 2014). "Preview a paragraph from George R.R. Martin's The Winds of Winter". Entertainment Weekly. Bản gốc lưu trữ ngày 14 tháng 1 năm 2015. Truy cập ngày 15 tháng 7 năm 2014.
3. ↑  Guxens, Adrià (ngày 7 tháng 10 năm 2012). "George R.R. Martin: 'Trying to please everyone is a horrible mistake'". AdriasNews.com. Truy cập ngày 10 tháng 7 năm 2014.
4. ↑  Baum, Michele Dula (ngày 11 tháng 4 năm 2001). "A Song of Ice and Fire – Author George R.R. Martin's fantastic kingdoms". CNN. Bản gốc lưu trữ ngày 6 tháng 7 năm 2018. Truy cập ngày 5 tháng 8 năm 2014.
5. ↑  Orr, David (ngày 12 tháng 8 năm 2011). "Dragons Ascendant: George R. R. Martin and the Rise of Fantasy". The New York Times. Truy cập ngày 12 tháng 7 năm 2014.
6. ↑  Jennings, Dana (ngày 14 tháng 7 năm 2011). "A Dance with Dragons Review: In a Fantasyland of Liars, Trust No One, and Keep Your Dragon Close". The New York Times. Truy cập ngày 20 tháng 7 năm 2014.